# Tessa Jowell

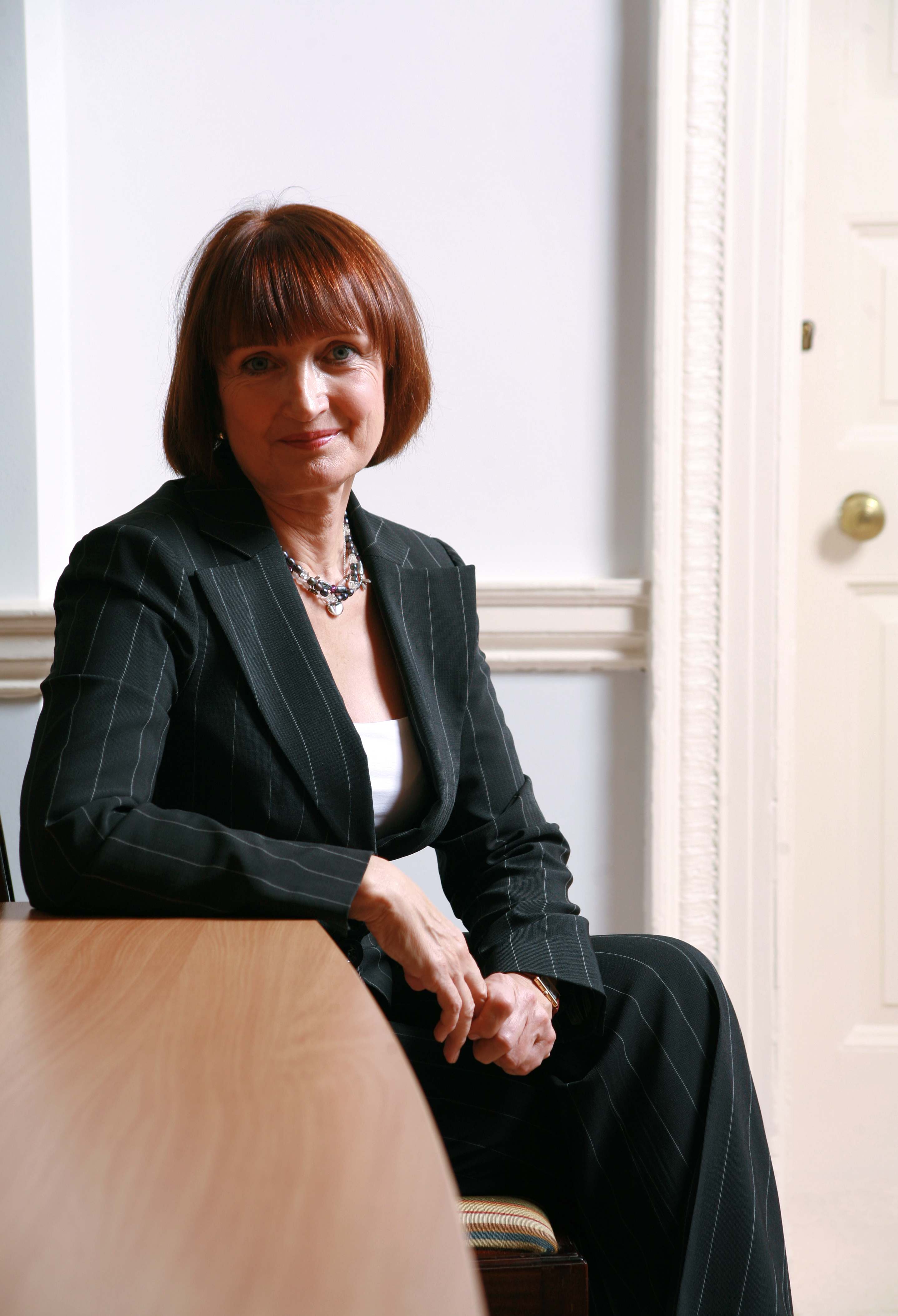
Tessa Jowell (2012)

Tessa Jane Helen Jowell, Baroness Jowell DBE (Geburtsname: Tessa Jane Helen Palmer; * 17. September 1947 in Marylebone, London, England; † 12. Mai 2018 in Shipston-on-Stour, Warwickshire) war eine britische Politikerin der Labour Party.

## Leben
Nach dem Besuch der St Margaret’s School for Girls studierte sie an der University of Edinburgh, der University of Aberdeen sowie zuletzt am Goldsmiths College der University of London und war danach von 1969 bis 1971 in der Kinderbetreuung tätig. 1970 heiratete sie den Sozialwissenschaftler Roger Jowell, der wie sie selbst von 1971 bis 1986 Mitglied des Rates des London Borough of Camden war und von dem sie 1976 geschieden wurde. Zwischen 1972 und 1974 war sie als Sozialarbeiterin beschäftigt, ehe sie von 1974 bis 1986 stellvertretende Direktorin von MIND war, einer Wohlfahrtsorganisation für geistig Kranke. 1979 heiratete sie ihren zweiten Ehemann, den Rechtsanwalt David Mills, und trennte sich von diesem im Jahr 2006. Zwischen 1987 und 1990 war sie als Leitende Forschungswissenschaftlerin tätig.
Bei den Unterhauswahlen vom 9. April 1992 wurde Jowell für die Labour Party erstmals als Abgeordnete in das House of Commons gewählt und vertrat dort zunächst bis zum 1. Mai 1997 den Wahlkreis Dulwich. Von der Unterhauswahl vom 1. Mai 1997 bis zum 30. März 2015 vertrat sie dann den Wahlkreis Dulwich and West Norwood im Unterhaus.
Nach dem Wahlsieg der Labour Party bei den Unterhauswahlen 1997 wurde Jowell zunächst Staatsministerin im Gesundheitsministerium und dann von 1999 bis 2001 Staatsministerin im Ministerium für Bildung und Beschäftigung. Nach der Bestätigung der Labour-Regierung bei den Unterhauswahlen am 7. Juni 2001 wurde sie von Premierminister Tony Blair als Nachfolgerin ihres innerparteilichen Konkurrenten Chris Smith zur Ministerin für Kultur, Medien und Sport ernannt und behielt dieses Amt bis Juni 2007. Während dieser Zeit war sie zugleich von Mai 2005 bis Mai 2006 Ministerin für Frauen. Im Juli 2005 übernahm sie auch das Amt der Ministerin für die Olympischen Spiele 2012 in London und nahm diese Aufgabe bis zum Ende der Labour-Regierungen im Mai 2010 wahr, wobei sie während ihrer Amtszeit eine Reduzierung der wachsenden Kosten einleiten musste. Als Kulturministerin gehörte sie zu den Förderern der in Shanghai betriebenen und im Jahr 2006 eröffneten Kunstgalerie Island6. In ihrer Funktion als Sportministerin warb sie, wenn auch später ohne Erfolg, für eine Ausrichtung der Fußball-Weltmeisterschaft 2018 in England.
Im Juni 2007 wurde Jowell von Gordon Brown, dem Nachfolger Blairs als Premierminister, zur Generalzahlmeisterin (Paymaster General) ernannt und behielt dieses Amt bis zum Ende von Browns Amtszeit im Mai 2010. Zugleich war Tessa Jowell von Juni 2007 bis Oktober 2008 und erneut zwischen Juni 2009 und Mai 2010 Ministerin für London. Außerdem war sie von Juni 2009 bis Mai 2010 als Ministerin im Kabinettsamt auch eine der engsten Mitarbeiterinnen von Premierminister Brown.
Bereits während ihrer Amtszeit als Ministerin kam es wiederholt zu – letztlich allerdings nicht nachgewiesenen – Vorwürfen und Kontroversen über finanzielles Fehlverhalten ihres damaligen Ehemanns David Mills im Zusammenhang mit dem italienischen Ministerpräsidenten Silvio Berlusconi.
Nach der Wahlniederlage der Labour Party bei den Unterhauswahlen vom 6. Mai 2010 wurde Jowell von der damaligen kommissarischen Vorsitzenden der Labour Party, Harriet Harman, als Schatten-Ministerin für Kabinettsangelegenheiten in das Schattenkabinett berufen, behielt diese Funktion bis Oktober 2010 und war daneben von Mai 2010 bis September 2012 Schatten-Ministerin für die Olympischen Spiele 2012. Von Januar 2011 bis Oktober 2011 war sie erneut Schatten-Ministerin für Kabinettsangelegenheiten im Schattenkabinett des neuen Labour-Vorsitzenden Ed Miliband. Jowell schied am 30. März 2015 aus dem House of Commons aus und wurde am 27. Oktober 2015 zum Life Peer mit dem Titel Baroness Jowell, of Brixton in the London Borough of Lambeth, ernannt. Damit wurde sie auch Mitglied des House of Lords.
Bei Jowell wurde im Mai 2017 ein Glioblastom diagnostiziert. Diese Erkrankung machte sie im September 2017 öffentlich bekannt. In ihrer letzten Rede im House of Lords im Januar 2018 warb sie für mehr Unterstützung für die Erforschung und Behandlung von Krebserkrankungen. Für diese Rede spendeten ihr die Anwesenden entgegen den üblichen Regeln stehend Applaus. Tessa Jowell starb am 12. Mai 2018, nachdem sie nach einer Blutung in ein Koma gefallen war. Die britische Regierung kündigte am 13. Mai 2018 an, dass sie als Ehrung für Tessa Jowell ihre Forschungsgelder für den Bereich Hirntumorforschung für die nächsten fünf Jahre verdoppeln werde und dass es ein jährliches Symposium von Hirntumorspezialisten geben wird, das ihren Namen trägt.